# Expoziție

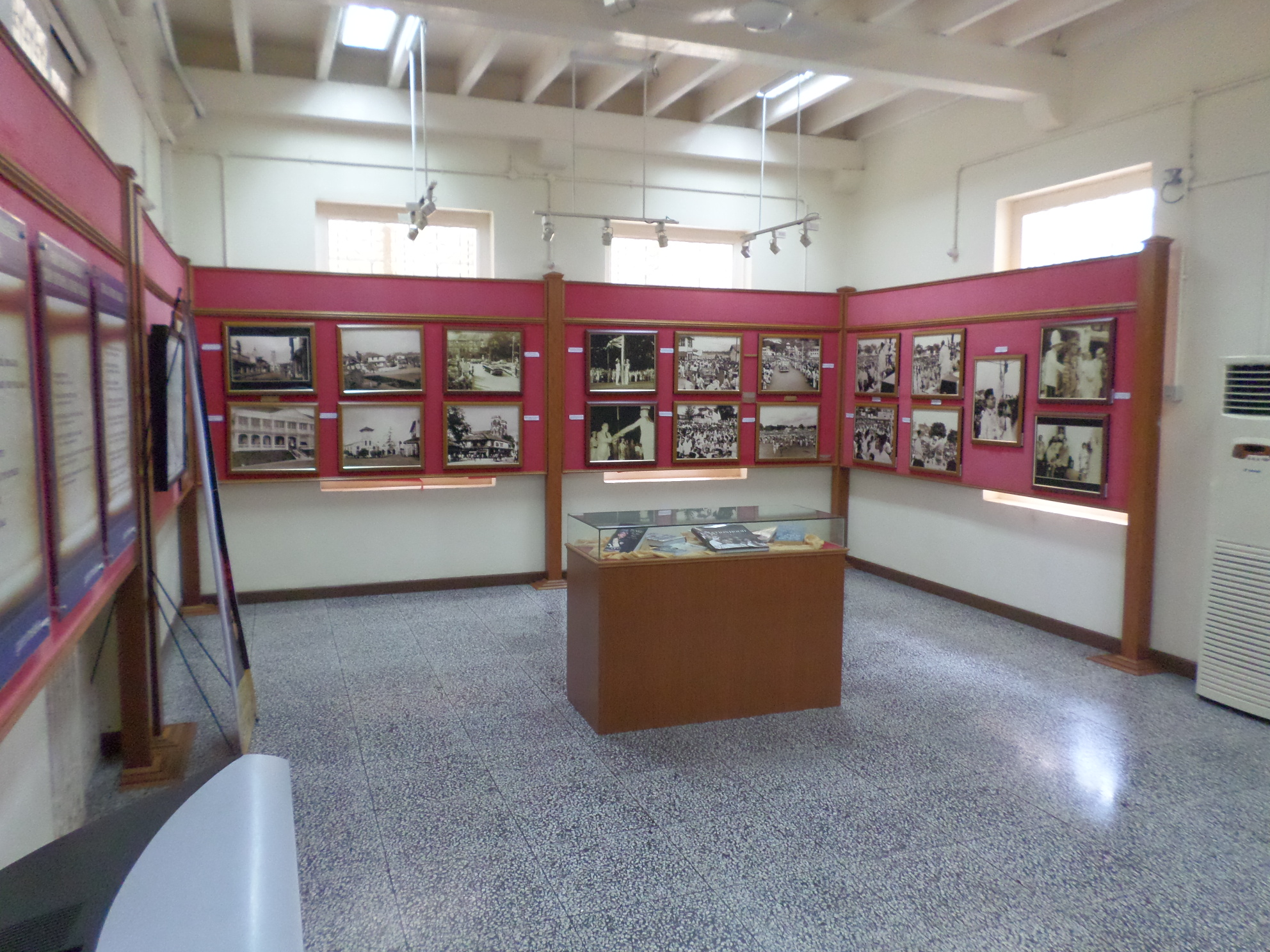
Expoziție

Expoziția este un loc sau clădire special amenajată unde are loc o prezentare organizată, publică, expunerea a unor obiecte selecționate, pentru a evidenția specificul unei activități realizările unui artist (expoziție de artă), produse industriale sau în scop instructiv.  
O serie de expoziții internaționale au fost organizate de exemplu în Paris, Leipzig, Londra, București.